# Pueblo havu
El pueblo havu también llamado bahavu es de origen bantú. Habitan la isla Idjwi y la orilla occidental del lago Kivu, en la provincia de Kivu del Sur, al este de la República Democrática del Congo, en la antigua región de Kivu del extinto Zaire. Por su peculiar hábitat en una isla interior sólo se encuentran comunidades havu en la R.D. del Congo.
El havu es su idioma nativo del que no se conoce escritura. La población havu se estima en 884.000 personas. Afirman provenir de las tierras del pueblo nyundu. Se organizan en comunidades autónomas estructuradas por la sociedad Bwami.

## Historia

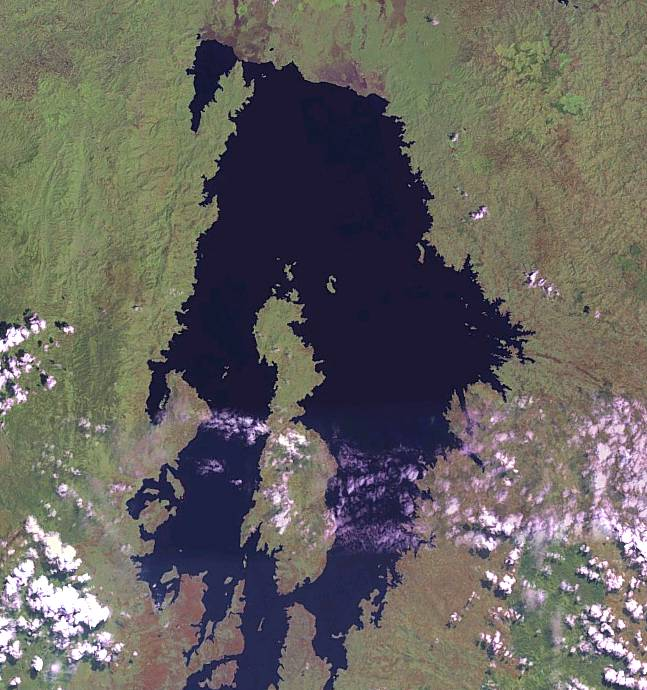
Vista satelital del lago Kivu

Forman parte del grupo de pueblos bantú de los lagos centrales dentro del bloque de afinidad del África subsahariana. Se asentaron alrededor del lago Kivu con un grupo de pueblos con los que afirman provenir de un tronco común de la región de los pueblos nyindu, en el distrito rural de Lwindi , provincia de Kivu del Sur.
El lago Kivu cubre une superficie total de 2700 km², llega a los 500 m de profundidad y se encuentra a una altitud de 1460 m s. n. m. Tiene su lecho sobre un valle rift que presenta una continua actividad volcánica en el área. Una vez en el Kivu, las comunidades havu ocuparon la isla de Ijwi y la orilla oeste, el pueblo shi (bashi) la ribera este y los bafuriru las llanuras del río Ruzizi.
En el siglo XVI, junto al pueblo shi (bashi) y al reino de Bugara aprovecharon un momento de debilidad política y organizativa del vecino y rico reino de Ruanda para atacarlo. En ese episodio bélico el reino de Bugara capturó y mató al rey de Ruanda, dando inicio a una nueva dinastía.
En el siglo XXI la densidad poblacional de la isla Idjwi (la mayor isla del Congo y la segunda isla interior más grande de África con 285 km²), aumentó a casi 300 000 personas en 2017, donde la mayoría son miembros del pueblo havu (95%). La privatización de tierras del siglo XX favoreció mayoritariamente a las familias havu y dejó en la marginalidad a la minoría bambuti, un pueblo pigmeo que ronda los 7.000 habitantes y que cohabitan la isla.

## Sociedad
Se organizan en comunidades autónomas estructuradas por la sociedad Bwami. Esta sociedad fue heredada del pueblo lega, a quienes los primeros europeos llamaron "warega". Se trata de un ente colectivo de grado abierto tanto a los hombres como a las mujeres, que regula toda la vida social y política de la comunidad. La pertenencia y grado se escenifica con una máscara ceremonial.

## Economía

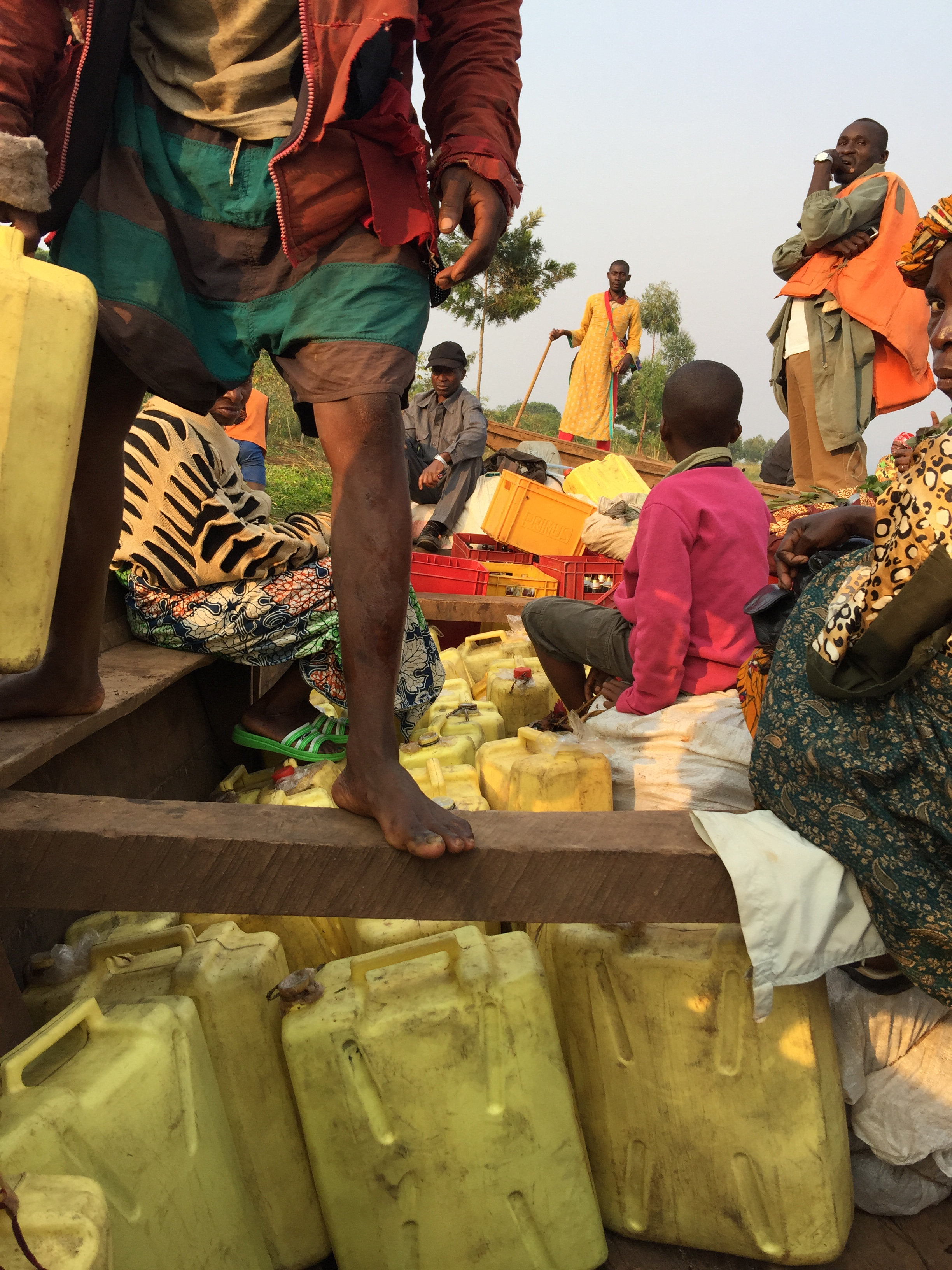
Transporte de gasoline a través del lago Kivu con destino a la isla de Idjwi

A mediados del siglo XX las políticas coloniales de incentivo a la formación de un campesinado nativo favorecieron a algunas familias de los pueblos del lago Kivu. Algunas líneas de crédito, acceso a la propiedad privada de la tierra y soporte técnico para las explotaciones fueron el conjunto de acciones que permitieron un cierto desarrollo económico. La economía del pueblo havu está basada en agricultura, el café y la pesca.

## Religión
Son mayoritariamente cristianos en su mayoría católicos. También hay miembros del pueblo huva que participan de una confesión neo-pentecostal, seguidores de la teología de la prosperidad.  Se distribuyen en:
- Cristianos 96%

1. Católicos 53%
2. Protestantes 30%
3. Evangélicos 12 %

- Animismo o religión nativa 4%